# Pianura (Napoli)
Pianura (in napoletano Chianura) è un quartiere della periferia occidentale di Napoli sito a sud della collina dei Camaldoli, fino ai pressi della Montagna Spaccata.  Nel 1926, rientra nel piano di risanamento messo in atto nel periodo fascista, acquisendo lo status di quartiere del Comune di Napoli.
Confina a sud-est con i quartieri Soccavo, Chiaiano (via Vicinale Piscinelle ai Guantai) e Arenella (Cupa Camaldoli, via dell'Eremo), a sud con il quartiere Fuorigrotta (via Ventilabro) e Bagnoli (via Vicinale Angogna, via Vicinale agli Astroni) e con i comuni di Quarto, Marano di Napoli e Pozzuoli.
Gli abitanti sono chiamati anche in gergo (dialetto) chianuresi.

## Etimologia e storia
(Giuseppe di Criscio, Cenni storici sul Comune di Pianura)
L’origine del centro abitato risale ad un gruppo di operai addetti alla escavazione, al taglio e al trasporto del piperno, pietra molto dura che è stata ampiamente usata per lastricare le strade di Napoli e dintorni, abbellire i palazzi signorili, compreso i palazzi reali.
Il toponimo deriva dal suo territorio pianeggiante circondato da alture. 
Dopo essere stata IV Circoscrizione, dal 2005 insieme a Soccavo è parte della IX Municipalità del Comune di Napoli.

## Siti archeologici

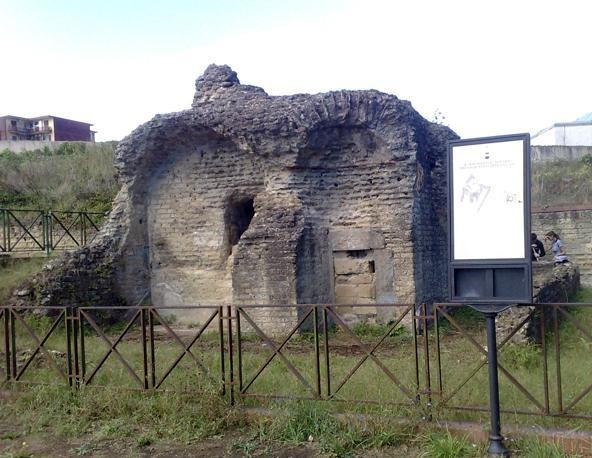
Mausoleo funerario Pianura

L'antica località di Pianura si trovava sulla via di transito per Cuma, per cui sono numerosi gli insediamenti ed i siti archeologici presenti sul territorio, molti dei quali andati perduti durante gli innumerevoli scavi, demolizioni e nuove costruzioni. Di particolare rilievo il sito rinvenuto sotto la "masseria Monteoliveto" durante i lavori di ristrutturazione; nel sito infatti sono state scoperte fondazioni stratificate, l'ultima delle quali potrebbe essere di origine sannita.
L'attuale impianto in elevazione è di epoca medievale e si erge su moduli di origine certamente greca, su cui si trovano le mura romane in opus. Sono state, inoltre, rinvenute le vestigia di antiche terme artificiali, alimentate con il fuoco, ed in particolare le tre camere tipiche degli impianti di epoca imperiale, calidarium, frigidarium e tepidarium, completamente rivestite in alabastro.
Altro sito di un certo rilievo storico è la cava dalla quale si estraeva il piperno, materiale con il quale furono edificati centinaia di palazzi napoletani, tra i quali il mausoleo di Posillipo; questa cava, oramai dismessa da almeno un secolo, attraversa in senso trasversale la collina dei Camaldoli, sbucando a Soccavo (da cui prende il nome, e che in origine era sub Cavae). La leggenda del quartiere accenna a delle diramazioni che si estendono sino a Capodimonte, oltre a costituire un passaggio naturale di congiunzione tra le due località (Pianura-Soccavo).
Nel territorio comunale vi è la Torre Lupara (sita a 80 metri s.l.m.), sorta di costruzione con sottopasso carrabile ad arco a tutto sesto incorniciato con travertino. Era punto d'intersezione di vie di comunicazione.
Restaurata la chiesa in onore a Don Giustino Russolillo (fondatore dell'ordine dei padri vocazionisti), mèta di pellegrinaggio religioso.
Nel 2020 è stata rinvenuta una grande villa romana del I secolo a.C., ma costruita probabilmente su una struttura precedente del III-II secolo a.C. Un grande complesso, con 20 stanze, due grandi cortili con colonnati, terme, cucine e sale ricevimento. Ritrovati anche vasi e monete romane. Il sito è ubicato nella zona della Masseria Grande.

## Centro storico

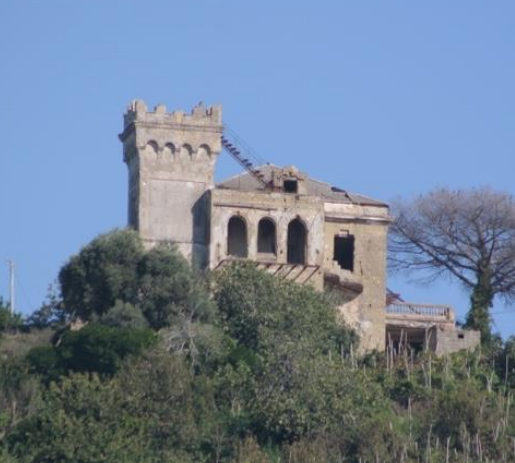
Masseria Spadari

Nel quartiere è presente l'omonimo centro storico che racchiude il nucleo di nascita del quartiere.
Qui sono presenti oltre che gli edifici tipici dei bassi napoletani, anche varie attività commerciali storiche. Nella piazza centrale sorge la chiesa di San Giorgio Martire, presente già dal 1676. Nella piazza troviamo anche la statua del milite ignoto in onore ai morti in guerra. Nelle vicinanze del centro troviamo la Piccola Lourdes, un luogo di preghiera all'aperto, il cui nome è dato dalla somiglianza del luogo con quello del santuario francese.
È presente anche la casa della cultura dedicata ai giovani napoletani vittime della criminalità, la casa è uno spazio polifunzionale dove i giovani vanno a studiare e rilassarsi, all'interno di essa sono presenti varie testimonianze della Pianura antica.

## Viabilità e trasporti

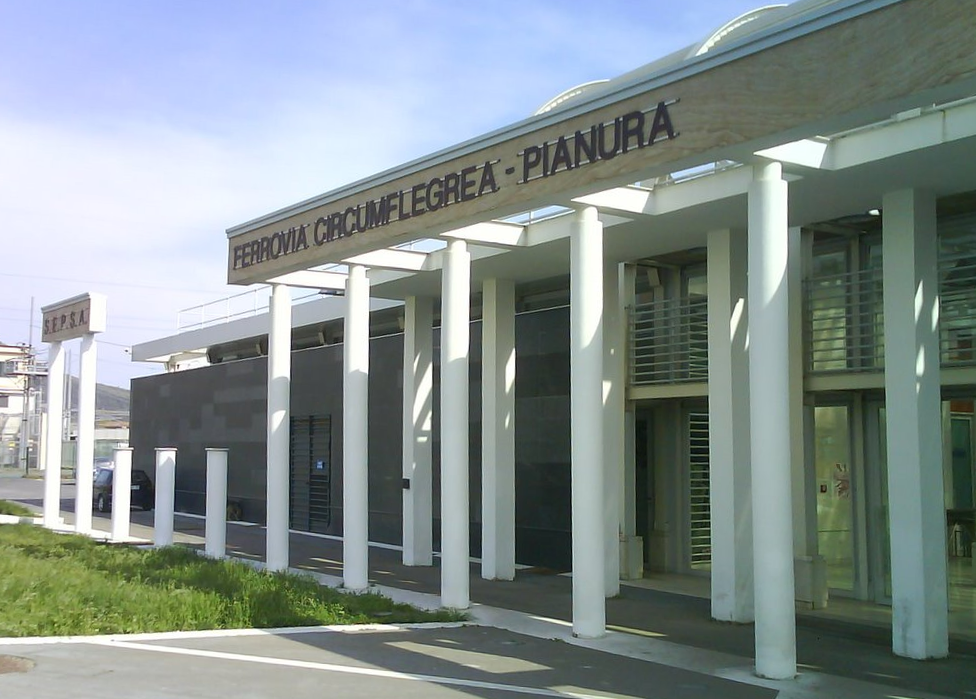
Stazione Circumflegrea Pianura.

Le uscite della Tangenziale di Napoli più vicine al quartiere sono Fuorigrotta, Vomero e Agnano. Inoltre il quartiere è collegato al Vomero e all'omonimo svincolo tramite un comodo raccordo.
Pianura è collegata al centro cittadino tramite la linea ferroviaria Circumflegrea, che tocca il quartiere con tre stazioni: La Trencia, Pianura e Pisani.
Per quanto riguarda il trasporto su gomma essa è servita dalle linee ANM 112, 633 e R6 e dalla ex CTP che collegano il quartiere a Soccavo, Vomero, Fuorigrotta, Agnano, Chiaia, il comune di Pozzuoli e di Quarto.
L'asse principale del quartiere è via Montagna Spaccata che collega Napoli a Quarto. Altre importanti strade sono via Provinciale Napoli, che parte da via Montagna Spaccata e penetra nell'interno del quartiere, via Sartania, che collega il quartiere con Agnano e via Pisani.

## Società e cultura
La popolazione è decisamente giovane, prevalentemente formata da giovani coppie che hanno acquistato un appartamento in zona, spinti dai prezzi accessibili e dai buoni collegamenti di cui il quartiere è servito (vedi sopra). Si tratta di pendolari che per buona metà non vive il quartiere e che, in molti casi, raggiunge altrove il proprio posto di lavoro. Specialmente i giovani, che vogliono proseguire gli studi, devono iscriversi ad istituti superiori che si trovano in altri quartieri.
| Scuola dell'Infanzia | Scuola Secondaria di primo grado | Scuola Secondaria di secondo grado |
| -------------------- | -------------------------------- | ---------------------------------- |
| E.Pistelli           | Massimo Troisi                   | Multicenter School (Paritaria)     |
| Arcobaleno           | I.C. Falcone                     |                                    |
| Pisani               | S.S. I Don G. Russolillo         |                                    |
| Vittorino da Feltre  | Sms Ferdinando Palasciano        |                                    |
|                      | Sms F. Russo                     |                                    |

## Attività sportive

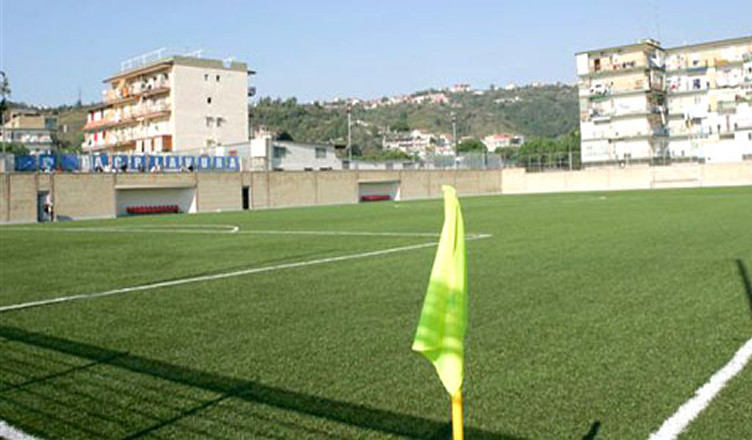
Stadio Simpatia a Pianura

Fino alla stagione 2009-2010 la prima squadra del quartiere napoletano era l'A.S.D. Pianura, che militava nel campionato di Serie D 2009-2010 e disputava le gare sul campo "Simpatia". A causa dell'abbandono da parte della proprietà, la squadra non è stata iscritta al campionato competente per la stagione 2010-2011, ma a partire dal 2012 l'A.S.D. Pianura rinasce come scuola calcio. Nella stagione 2024/2025 la seconda squadra del quartiere è la Boys Pianurese milita nel campionato di Prima categoria girone B, che vede alla guida il presidente Enzo Nugnes; il campo dove disputa le partite è il "Campo Astroni", raggiungibile dalla stazione della ferrovia Circumflegrea di Pianura. Altri campi minori sono i campi "Santiago" e "Billy", il primo raggiungibile dalla stazione della ferrovia Circumflegrea di Pianura e il secondo raggiungibile dalla stazione ferroviaria dei Pisani.Attualmente il Pianura 1977 partecipa il campionato di prima categoria girone B 2024/2025
Una delle tradizioni sportive di Pianura è rappresentata dal basket con diverse società che, negli anni, hanno raggiunto traguardi rilevanti. Per due volte il basket pianurese si è aggiudicato il titolo regionale con l'"Associazione Progetto Pianura" e lo "Sporting Club", mentre il movimento cestistico senior è approdato fino alla Serie C1 nazionale.
Non meno rilevante è il movimento sportivo legato al volley maschile e femminile con due società: la "Russo2" e il "Pianura Volley" che militano rispettivamente in Serie D e C1.